# Régny
Régny är en kommun i departementet Loire i regionen Auvergne-Rhône-Alpes i centrala Frankrike. Kommunen ligger i kantonen Saint-Symphorien-de-Lay som tillhör arrondissementet Roanne. År 2022 hade Régny 1 447 invånare.

## Befolkningsutveckling
Antalet invånare i kommunen Régny
| Referens: INSEE |